# لی گرانت

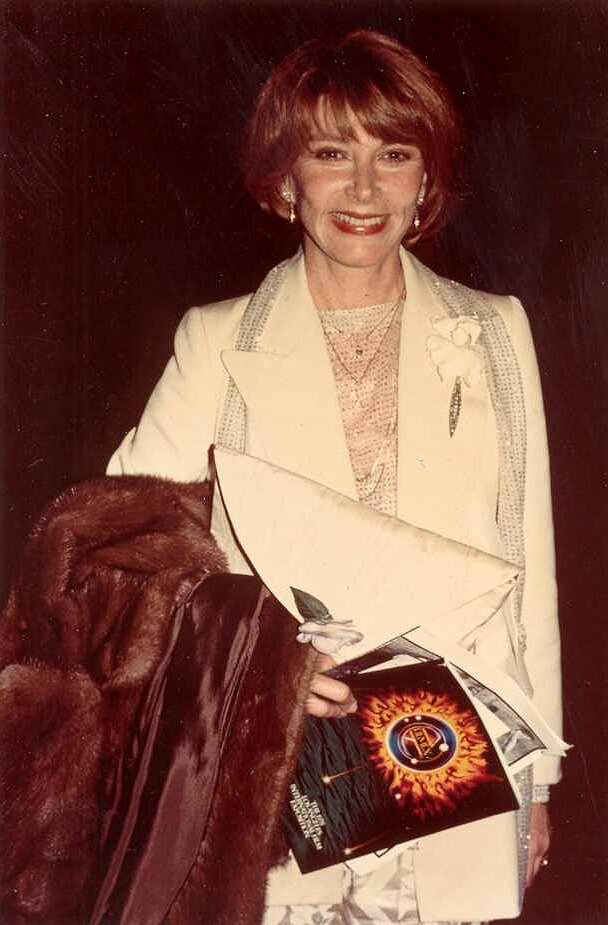
لی گرانت در پریمیر فیلم مشت در آوریل ۱۹۷۸

لی گرانت (انگلیسی: Lee Grant؛ زاده ۳۱ اکتبر ۱۹۲۶) هنرپیشه و کارگردان اهل آمریکا است. وی بین سال‌های ۱۹۴۹ تا ۲۰۰۷ میلادی فعالیت می‌کرد.

## شغلی
علیرغم موفقیت فیلم و حرفه اش، گرانت در هالیوود احساس امنیت کمتری می کرد.
او می نویسد:
من به عنوان بازیگر بدترین دشمن خودم بودم، روی صحنه آسیب دیدم و به جوان ماندن علاقه داشتم تا بتوانم به کار در فیلم ادامه دهم. یک زن در سن خاصی در فیلم یا تلویزیون بازی نمی کند....من زنی با سن خاصی بودم، از اینکه مبادا دوباره پیدا و بیکار شوم، می ترسیدم. 

## فیلم‌شناسی
- جاده مالهالند (۲۰۰۱)
- داستان بازرس (۱۹۵۱)
- جهش بزرگ (۱۹۶۹)
- سفر نفرین‌شده (۱۹۷۶)
- طالع نحس ۲ (۱۹۷۸)
- چارلی چان و نفرین ملکه اژدها (۱۹۸۱)
- این مهمونی منه (۱۹۹۶)
- دکتر تی و زنان (۲۰۰۰)